# پلامر (ایندیانا)
پلامر (به انگلیسی: Plummer) یک منطقهٔ مسکونی در ایالات متحده آمریکا است که در ایندیانا واقع شده‌است. پلامر ۱۵۰٫۸۸ متر بالاتر از سطح دریا قرار دارد.